# (3132) Landgraf
(3132) Landgraf (1940 WL) – planetoida z pasa głównego asteroid okrążająca Słońce w ciągu 5,59 lat w średniej odległości 3,15 au. Odkryta 29 listopada 1940 roku.